# 1018

## Събития
- Полският крал Болеслав I и киевският велик княз Святополк I превземат Киев
- България пада под византийска власт.
- Кнут I Велики става крал на Дания.

## Родени
- Низам ал-Мулк, ирански държавник
- Михаил Псел, византийски философ, държавник и духовник

## Починали
- Иван Владислав, цар на България